# Radmer Bach (Erzbach)
Der Radmer Bach, auch Radmerbach geschrieben, ist ein linker Zufluss des Erzbaches vor Hieflau in der Gemeinde Landl im steirischen Bezirk Liezen in Österreich mit einer Länge von etwa 6,514 Kilometern.

## Name
Das Gewässer wird 1426 als Redmir erstmals schriftlich erwähnt. Der Name leitet sich von einem slawischen Personennamen *Radomirъ ab.

## Verlauf
Der Radmerbach entsteht durch den Zusammenfluss des Stubbaches und des Finstergrabenbaches in der Radmer auf 675 m ü. A. Unmittelbar danach liegt die Straße „Radmer an der Straße“ neben ihm. Der Radmerbach verläuft zunächst nordwestlich der Bösen Mauer, während der Kellergraben, der Sulzbach und der Spitalgraben in ihn münden, bis er nach der Mündung des Weißenbaches in ihn, südöstlich des Sulzerberges, in nordwestliche Richtung abbiegt.
Nun fließt er durch ein Tal des Hochecks und des Beilsteins, während der Karlgrabenbach in ihn mündet, bis er südlich des Hieflerkogels auf 516 m ü. A. in den Erzbach mündet.

## Hydrologie
Bei dem Radmer Bach soll eine genauere Quantifizierung des hohen Abflusszuwachses erfolgen. Im Abflussjahr 1982 betrug der Zuwachs im Jahresmittel 1,05 m³/s. Die erhöhten Abflussspenden und der Grundwasservorrat deuten auf ein größeres unterirdisches Einzugsgebiet hin.